# 約克教區
聖公會約克教區（英語：Diocese of York）是英格蘭教會約克教省下面的一個教區。轄區包括約克市、北約克郡東部，以及東約克郡大部。
座堂是約克座堂，現任主教為葛德萊（Stephen Geoffrey Cottrell）大主教。下分四個副主教區、三個會吏長區及會吏區若干，管理472個堂區。座堂主任為霍樂士（Jonathan Frost）牧師。